# Донец, Анатолий Дмитриевич
Анатолий Дмитриевич Донец (16 мая 1927, Малые Сорочинцы, Лубенский округ — 12 февраля 1988, Киев) — руководитель Киевского авиационного производственного объединения.

## Биография
Родился в украинской семье служащего. С 1944 до 1945 работал авиационным мотористом, затем авиатехником Петропавловской авиашколы пилотов гражданского воздушного флота (ГВФ). С марта по август 1945 работал авиатехником Старобельской авиашколы пилотов ГВФ. С 1946 слушатель подготовительных курсов, студент и в 1951 окончил Киевский институт гражданского воздушного флота. С 1952 до 1955 работал инженером, затем старшим инженером 140-го объединённого авиаотряда специального применения Якутской авиагруппы ГВФ.
С 1955 до 1988 работал на заводе № 473 (организация п/я 11) сначала контрольным мастером, старшим контрольным мастером, заместителем начальника ОТК и начальником технического бюро, затем заместителем главного конструктора, директора завода, а с 1978 назначается директором. Бывал в служебных командировках во Франции, ВНР, НРБ, ПНР, СРР, ЧССР, СФРЮ.
Принимал непосредственное участие в постройке большинства изделий авиазавода (Ан-2, Ан-8, Ан-24, Ан-12, Ан-26, Ан-30, Ан-72, Ан-124, Ан-225), их доводке и дальнейшей модификации. Участвовал в общественной жизни коллектива, неоднократно избирался в состав партийного и профсоюзного комитетов, партийного комитета завода, депутатом Киевского городского Совета народных депутатов, членом Ленинградского районного комитета Коммунистической партии Украины.

## Награды
- Орден Трудового Красного Знамени;
- Орден «Знак Почёта»;
- Медаль «В ознаменование 100-летия со дня рождения Владимира Ильича Ленина»;
- Медаль «В память 1500-летия Киева»;
- Медаль «Ветеран труда»;
- Государственная премия Украинской ССР в области науки и техники;
- Почётная грамота Президиума Верховного Совета УССР.